# Zakaria Mumuni
 (janvier 2020).
Si vous disposez d'ouvrages ou d'articles de référence ou si vous connaissez des sites web de qualité traitant du thème abordé ici, merci de compléter l'article en donnant les références utiles à sa vérifiabilité et en les liant à la section « Notes et références ».
Zakaria Mumuni (née le 11 décembre 1996) est un attaquant de football ghanéen de l'AS Vita Club.